# 여행은맛집
여행은맛집(Traveling is a good restaurant) 대한민국의 인터넷 크리에이터 창작자이다. 2024년 2월21일 기준 유튜브 구독자는 178만명이고 틱톡 구독자는 350만명인 대형 크리에이터 유튜버 및 틱톡커 창작자이다. 주로 여행지에서 관광지 소개 , 게임 영상 , 먹방이나 맛집 식당 소개 영상을 게시한다.
주 컨텐츠는 틱톡 에서 활동하였으나 유튜브로 활동을 넓혀가는 추세이다. 유튜브 Shorts 에서는 여행지에서 관광지 소개 , 게임 영상 , 먹방이나 식당 소개 영상을 60초 이내 숏폼으로 소개되고 있으며 , 동영상은 긍정확언 & 감사일기 읽어주는 컨텐츠를 진행중이다.
긍정확언 & 감사일기 컨텐츠는 직접 오픈 채팅방을 운영하며 채팅방 참여자분들과 경품 이벤트를 활용하여 소통하는것으로 알려져있으며, 현재는 비공개 및 정원초과로 채팅방 입장이 안되고 있다. 전문성우가 아니라서 죄송합니다. 라는 말로 웃음을 자아내기도 했다.

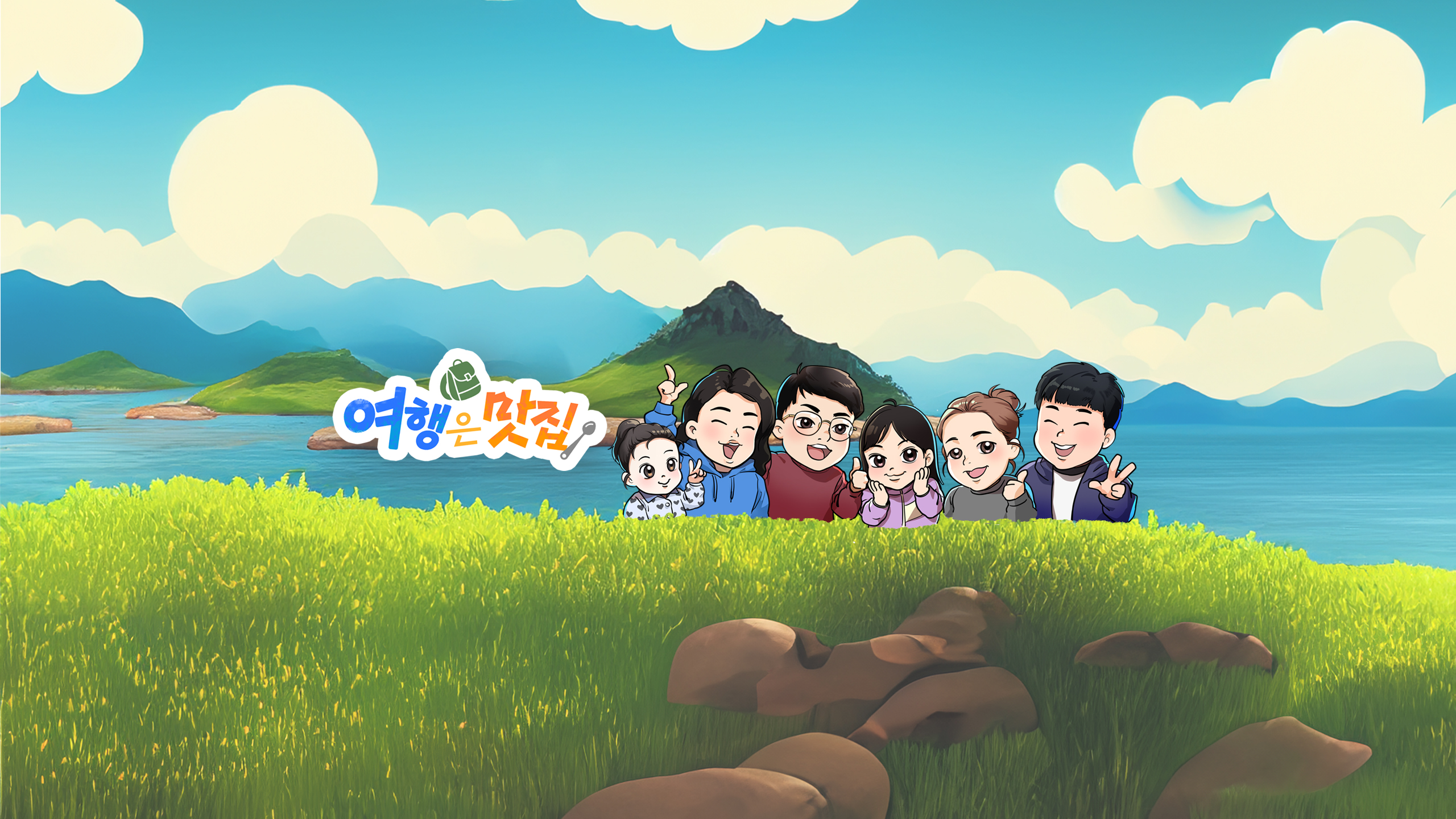
여행은맛집 채널아트